# Berberis iberica
Berberis iberica är en berberisväxtart som beskrevs av John Stevenson, Amp; Fisch. och Dc.. Berberis iberica ingår i släktet berberisar, och familjen berberisväxter. Inga underarter finns listade i Catalogue of Life.